# Сидорова, Светлана Ивановна
Светлана Ивановна Сидорова (Губина) (1939—2018) — артистка балета, педагог. Народная артистка РСФСР (1970).

## Биография
В 1958 г. окончила Пермское государственное хореографическое училище.
С июля 1958 года по 1978 год — артистка балета Музыкально-драматического театра Карельской АССР.
Первая самостоятельная роль — невеста в балете Г.-Р. Синисало «Сампо».
Наиболее известные роли Китри («Дон-Кихот»), Офелия («Гамлет» Д. Шостаковича), Мария («Бахчисарайский фонтан», Одетта-Одиллия («Лебединое озеро»), Аврора («Спящая красавица»), Жизель («Жизель»), Баядерка («Баядерка»), Медора («Корсар»), Вакханка («Вальпургиева ночь»), Лиза («Тщетная предосторожность»), Нина («Маскарад»), Сари («Тропою грома»), Натали («Я помню чудное мгновенье»), Олена («Кижская легенда») и другие.
Депутат Петрозаводского городского совета (1969).
С 1978 г. — педагог классического танца Пермского государственного хореографического училища. Профессор кафедры хореографии Пермского государственного института искусств.

## Семья
Муж — артист балета, народный артист Карельской АССР Юрий Михайлович Сидоров (род. 1938). Дочери — Анастасия Юрьевна и Елена Юрьевна Сидоровы — актрисы театра.

## Награды
- Заслуженная артистка Карельской АССР (1959)
- Премия Ленинского комсомола Карелии (1968)
- Заслуженная артистка РСФСР (1964)
- Медаль «В ознаменование 100-летия со дня рождения Владимира Ильича Ленина» (1970)
- Народная артистка РСФСР (1970)
- Государственной премии ГДР им. Ф. Ройтера (1971, Германия)
- Государственная премия Карельской АССР (1972)
- Большая бронзовая медаль С. П. Дягилева
- Медаль ордена «За заслуги перед Отечеством» II степени (1995)[3]